# Lovitura de stat din Uruguay din 1973
Lovitura de stat din Uruguay din 1973 a avut loc în Uruguay la 27 iunie 1973 și a marcat începutul dictaturii civilo-militare care a durat până în 1985.
Președintele Juan María Bordaberry a închis parlamentul și a condus cu ajutorul unei junte de generali de armată. Motivul oficial a fost acela de a zdrobi Tupamaros, o mișcare marxistă de gherilă urbană. Federațiile sindicale de stânga au făcut apel pentru o grevă generală și ocuparea fabricilor. Greva a durat puțin mai mult de două săptămâni. S-a încheiat cu majoritatea liderilor sindicaliști aflați în închisoare, morți sau exilați în Argentina. În cadrul loviturii de stat, toate asociațiile, inclusiv sindicatele, au fost declarate ilegale și au fost interzise; Constituția Uruguayului din 1967 a fost practic suprimată.
Sindicatele și partidele politice au rămas ilegale până când o grevă generală din 1984 a forțat armata să accepte guvernarea civilă și restaurarea democrației în 1985.

## Antecedente

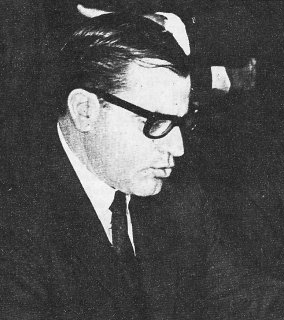
Alex în mod democratic în 1971, Bordaberry a dizolvat parlamentul în 1973, instituind o dictatură civilo-militară.

La 9 septembrie 1971, președintele Jorge Pacheco Areco a însărcinat forțele armate să desfășoare operațiuni anti-gherilă împotriva Movimiento de Liberación Nacional-Tupamaros. La data de 16 decembrie, a fost creată o Juntă formată din Comandanți Șefi și din Statul Major Unit (Esmaco) ai Forțelor Armate. În urma alegerilor prezidențiale din noiembrie 1971, un nou guvern a preluat mandatul, la 1 martie 1972, condus de Juan Maria Bordaberry. Rolul forțelor armate în viața politică a continuat să crească. La 31 octombrie 1972, ministrul apărării Augusto Legnani a trebuit să demisioneze pentru că nu a demis un șef responsabil de o misiune de mare importanță pentru minister. Ulterior, comandanții militari au făcut declarații publice prin care îl acuzau pe președintele Republicii.
La 8 februarie 1973, pentru a controla acumularea presiunii militare, președintele Bordaberry l-a înlocuit pe ministrul Apărării Naționale, Armando Malet, cu generalul în rezervă Antonio Francese. În ziua următoare, noul ministru s-a întâlnit cu comandanții celor trei forțe și a găsit sprijin doar din partea Marinei.
La ora opt seara, comandanții armatei terestre și a forțelor aeriene au anunțat de la televiziunea de stat că vor dezavua ordinele lui Francese și au cerut ca Bordaberry să-l demită. La ora 10:30, Bordaberry a anunțat de la Canalul 4 (privat) că îl va menține pe Francese în minister și a cerut cetățenilor să se adune în Plaza Independencia, în fața sediului Guvernului (Casa de Gobierno).
În primele ore ale dimineții zilei de 9 februarie, Infanteria Marină a baricadat intrarea spre Ciudad Vieja din Montevideo. Ca răspuns, armata și-a scos tancurile în stradă și a ocupat diverse posturi de radio, de unde au îndemnat membrii marinei să se alăture inițiativelor (sau propunerilor) lor.
A fost emis Decretul nr. 4, semnat numai de comandanții Armatei și a Forțelor Aeriene, în care acestea s-au prezentat ca urmărind obiectivele socio-economice, cum ar fi încurajarea exporturilor, reorganizarea serviciului străin (problemă a Ministerului Afacerilor Externe), eliminarea datoriilor externe opresive, eradicarea șomajului, atacarea economiei ilicite și a corupției, reorganizarea administrației publice și a sistemului fiscal și redistribuirea terenului.
Sâmbătă, 10 februarie, trei miniștri au căutat să se apropie de pozițiile comandanților rebele, astfel încât președintele să își păstreze funcția. Noaptea, comandanții Armatei și a Forțelor Aeriene au emis un nou Decret nr. 7, care a relativizat cumva declarația anterioară. Mai mulți ofițeri din Marină au ignorat comanda viceamiralului Juan José Zorrilla și au susținut declarațiile Armatei și a Forțelor Aeriene. A doua zi, 11 februarie, Zorrilla a demisionat din funcția de comandant al Forțelor Navale, iar căpitanul Conrad Olazaba și-a asumat această funcție, astfel încât și această forță și-a abandonat poziția constituțională.
Luni, 12 februarie, Bordaberry s-a dus la baza aeriană „Cap. Juan Manuel Boiso Lanza“, a acceptat toate cerințele comandanților militari și a negociat continuarea mandatului său de președinte, în ceea ce a devenit cunoscut sub numele de Pacto de Boiso Lanza. Acest „acord“ a încredințat forțelor armate misiunea de a asigura securitatea pentru dezvoltarea națională și au stabilit forma implicării militare în chestiunile politico-administrative. Acest acord a condus la crearea Consiliului Național de Securitate (Consejo de Seguridad Nacional - COSENA), organism consultativ al puterii executive, înființat ulterior prin Decretul nr. 163/973 din 23 februarie 1973.
A doua zi după „acord“, Néstor Bolentini a fost numit ministru de interne și Walter Ravenna în calitate de ministru al Apărării Naționale. Aceasta a completat guvernul civilo-militar, centrul puterii mutându-se în mâinile militarilor. Se consideră că acest episod a reprezentat într-adevăr o lovitură de stat.

## Evenimente
La 27 iunie 1973, argumentând că actul criminal al conspirației împotriva țării, în concordanță cu automulțumirea politicienilor care nu au un sentiment național, este introdus în instituții, pentru a se prezenta în mod secret ca activitate juridică formală", Bordaberry a dizolvat legislativul cu sprijinul forțelor armate, a creat un Consiliu de Stat cu funcții legislative, constituționale și administrative, a limitat libertatea de gândire și a împuternicit forțele armate și poliția să asigure furnizarea neîntreruptă a serviciilor publice.
Într-un discurs difuzat la radio și televiziune în aceeași zi a loviturii de stat, Bordaberry a spus:
„"Afirm astăzi, încă o dată, în circumstanțe extrem de importante pentru viața națională, angajamentul nostru profund față de democrație și angajamentul nostru fără rezerve față de un sistem de organizare politică și socială care guvernează coexistența uruguayenilor. Și odată cu aceasta, respingerea oricărei ideologii de origine marxistă care încearcă să exploateze generozitatea democrației noastre, să apară ca o doctrină a mântuirii și să se sfârșească ca o unealtă a opresiunii totalitare.
Acest pas pe care a trebuit să-l facem nu va conduce și nu va limita libertățile și drepturile persoanei umane.
Noi suntem aici pentru acest lucru și pentru supravegherea sa; pentru aceasta, în plus, am predat aceste funcții Consiliului de Stat și dincolo de el și, mai presus de toate, este poporul uruguayan care nu a permis niciodată ca libertățile lor să fie călcate în picioare (...)."”
Ca răspuns la lovitura de stat, în aceeași dimineață, când lovitura a avut loc, secretarul CNT (Confederația Națională a Muncitorilor) a început cea mai lungă grevă din istoria țării, care a durat 15 zile.

## Decretul
Decretul nr. 464/973 din 27 iunie 1973 poartă semnătura lui Bordaberry și a miniștrilor săi Néstor Bolentini și Walter Ravenna. Decretul conținea:
Președintele Republicii decretează:
1° Camerele Senatorilor și ale Reprezentanților sunt declarate dizolvate.
2° Se instituie un Consiliu de Stat format din membri care pot fi desemnați, cu următoarele atribuții:
A) îndeplinirea independentă a funcțiilor specifice ale Adunării Generale;
B) să controleze demersurile puterii executive în ceea ce privește respectarea drepturilor individuale și cedarea acestei puteri la normele constituționale și legale;
C) Elaborarea unui proiect de Reformă Constituțională care să reafirme principiile fundamentale ale democrației și ale reprezentanților, care să fie aclamate în mod corespunzător de către Organismului Electoral.
3° Este interzisă divulgarea prin presă orală, scrisă sau televizată, a oricăror informații, observații sau înregistrări care indică direct sau indirect, sau fac trimitere la dispozițiile prezentului decret, atribuind intenții dictatoriale puterii executive.
4° Forțele armate și poliția sunt împuternicite să ia măsurile necesare pentru a asigura continuarea furnizării serviciilor publice esențiale.